# Daniel Heuer Fernandes
Daniel Heuer Fernandes (Bochum, Alemania, 13 de noviembre de 1992) es un futbolista portugués que juega de guardameta en el Hamburgo S. V. de la 1. Bundesliga de Alemania.

## Trayectoria
Nacido en Alemania, posee doble nacionalidad tanto portuguesa como alemana, empezó a jugar al fútbol en los equipos de su ciudad natal primero en el VfB Langendreerholz y después en el SV Langendreer 04 antes de recalar en 2008 en el VfL Bochum, club en el que estuvo hasta 2013 pasando antes por una cesión en 2011 en el Borussia Dortmund. Sin haber debutado con el primer equipo, fue traspasado al VfL Osnabrück de tercera división por 100 000 €, club en el que jugaría hasta 2015. Tras dos años en el club de fútbol, el portugués fue traspasado al SC Paderborn 07 por 600 000 € que había descendido de la 1. Bundesliga a segunda pero solo llegaría a jugar una temporada con aquel club debido a que volvió a descender, en este caso a tercera. Su bajo rendimiento lo alejó del club pero consiguió tener otra oportunidad al ficharlo el SV Darmstadt 98 de la 1. Bundesliga, aprovechó la oportunidad y consiguió hacerse con la titularidad, tras el descenso él optó en continuar en el club. En junio de 2019 el Hamburgo S.V. lo fichó por 1 250 000 € hasta 2022 subiéndole el salario en caso de ascenso.

## Clubes
| Club            | País     | Año       |
| --------------- | -------- | --------- |
| VfL Bochum II   | Alemania | 2011-2013 |
| VfL Osnabrück   | Alemania | 2013-2015 |
| SC Paderborn 07 | Alemania | 2015-2016 |
| SV Darmstadt 98 | Alemania | 2016-2019 |
| Hamburgo S. V.  | Alemania | 2019-     |